# Wooden Heart
«Wooden Heart» (En español: «Corazón de madera») es una canción del género pop grabada por Elvis Presley. La composición se basa en un tema folk alemán titulado Muss I denn. La canción se editó para la banda sonora de la película G.I. Blues. Se convirtió en un sencillo exitoso en el UK chart alcanzando el puesto # 1 durante seis semanas entre marzo y abril de 1961. 

## Antecedentes
La canción se editó en el Reino Unido en 1961 como disco simple en su cara A conjuntamente con el tema G.I. Blues en la cara B.  También formó parte del álbum de la película G.I. Blues. Posteriormente en 1964  "Corazón de madera" (Wooden heart) se lanzó nuevamente como cara B de un sencillo con Blue Christmas en la cara A en USA. 
En 1975 Elvis interpretó la canción en vivo durante una cena show en concierto en el Hotel Hilton de Las Vegas, una versión disponible en el álbum en vivo Diner at Eight.
La versión de Elvis Presley presenta dos secciones en alemán, siendo la primera las cuatro líneas: "Muss i' denn zum Städtele hinaus". La segunda sección está hacia el final y se basa en una traducción de la versión en inglés (por lo tanto, no aparece en la letra popular original alemana): Sei mir gut, sei mir gut, sei mir wie du wirklich sollst, wie du wirklich sollst.. ("Sé bueno conmigo, sé bueno conmigo, sé conmigo como realmente debes, como realmente debes...").
Otros artistas que grabaron la canción son Marlene Dietrich, Joe Dowell y Bbby Vinton. 

## Teatralización
En 1960 Elvis había concluido su servicio militar obligatorio en Bad Nauheim, Alemania y su figura como soldado de los Estados Unidos prestando servicios en ese país europeo, se reflejaría su película G. I. Blues. En un momento del film, Elvis realiza una actuación de una escena romántica en un pequeño teatro de títeres, donde le canta la canción Wooden heart a un títere femenino, tras lo cual aparece la madre de la muñeca y procede a retirarlo a escobazos. Se trataba de una escena para entretener a un grupo de niños que aparentemente conocen la canción y la cantan a coro junto con Elvis. 

## Músicos
- Elvis Presley – voz
- The Jordanaires – coros
- Tiny Timbrell – guitarra y mandolina
- Jimmie Haskell – acordión
- Hoyt Hawkins – pandereta
- Dudley Brooks – piano
- Ray Siegel – contrabajo
- Frank Bode – batería
- D.J. Fontana  – batería

## Charts
| Charts (1961)  | Posición alcanzada |
| -------------- | ------------------ |
| Alemania       | 2                  |
| Australia      | 1                  |
| Austria        | 1                  |
| Bélgica        | 1                  |
| Canadá         | 2                  |
| España         | 11                 |
| Holanda        | 1                  |
| Irlanda        | 22                 |
| Nueva Zelandia | 3                  |
| Noruega        | 3                  |
| Sudáfrica      | 1                  |
| Reino Unido    | 1                  |

## Ventas
habiendo entrado a los primeros puestos de varios charts de diferentes países europeos, el disco simple editado en 1961 tuvo un gran éxito en varios países del Viejo Continente. En Alemania el sencillo de 1961 logró un total de ventas de 600.000 copias, en Holanda unas 90.000  mientras que en el resto de Europa al disco acumuló 1.000.000 de copias vendidas. 